# Theodore Roosevelt (politico 1887)
Theodore Roosevelt III (meno propriamente Theodore Roosevelt Jr.; Cove Neck, 13 settembre 1887 – Normandia, 12 luglio 1944) è stato un politico e generale statunitense. Era figlio di Theodore Roosevelt, 26º presidente degli Stati Uniti d'America, e della sua seconda moglie Edith Kermit Carow.

## Biografia
Partecipò alla prima guerra mondiale combattendo in Francia. Fu poi governatore di Porto Rico (1929-1932) e in seguito delle Filippine (1932-1933). Rientrato in servizio nell'esercito nel 1941, combatté nella campagna del nord Africa, in Sicilia e in Normandia, dove fu tra i protagonisti dello sbarco a Utah Beach.
Morì d'infarto il 12 luglio 1944 in Francia. Fu decorato postumo con la Medal of Honor, la più alta decorazione militare assegnata dal Governo degli Stati Uniti d'America e sepolto nel cimitero americano in Normandia, accanto al fratello Quentin.

## Nella cultura di massa
Il suo personaggio compare, interpretato da Henry Fonda, nel film Il giorno più lungo.